# El fondo del vaso
El fondo del vaso es una novela de Francisco Ayala publicada en 1962. La obra retoma algunos temas y personajes de Muertes de perro con un tono más cercano a la sátira que a la denuncia social.

## Argumento
José Lino Ruiz, a quien en el capítulo 2 de Muertes de perro se contaba entre las víctimas de los disturbios posteriores a la muerte del dictador Bocanegra, es el narrador de la primera parte de El fondo del vaso. Su intención primera es desmentir al “autor de ese panfleto infame que, bajo el absurdo título de Muertes de perro, se ha atrevido a dar a la luz pública para menoscabar la memoria de un gran patriota, pundonoroso caballero y hombre integérrimo: el inolvidable Presidente Bocanegra, cuyo nombre me propongo limpiar yo”. No obstante, este objetivo queda en un segundo plano y la trama deriva hacia un asunto de celos y el asesinato de Junio Rodríguez. La segunda parte está compuesta por recortes de prensa sobre la investigación del crimen. Finalmente, en la tercera parte Lino –detenido como presunto autor del asesinato– vuelve a ser el narrador en primera persona.

## Ediciones
- Buenos Aires, Sudamericana, 1962 (primera edición).
- Madrid, Alianza Editorial (LB 229), 1970.
- Madrid, Espasa Calpe, 1981. Edición en un volumen con Muertes de perro; prólogo de Mariano Baquero Goyanes.
- Madrid, Cátedra (LH 391), 1995. Edición de Nelson R. Orringer.
- Madrid, Alianza Editorial (LB 0230), 1998.
- Madrid, Alianza Editorial (BA), 2020. Edición en un volumen con Muertes de perro.